# Departamentul Națiunilor Unite pentru Comunicații Globale
Departamentul Națiunilor Unite pentru Comunicații Globale (DGC) (denumit anterior Departamentul de Informații Publice al Națiunilor Unite) este un departament al Secretariatului Națiunilor Unite. Este însărcinată să crească gradul de conștientizare și sprijinul public al activității Națiunilor Unite prin campanii strategice de comunicare, mass-media și relații cu grupurile societății civile.